# Petrișoru, Buzău
Petrișoru este un sat în comuna Racovițeni din județul Buzău, Muntenia, România. Se află în zona Subcarpaților de Curbură, în nordul județului.